# Campeonato Paraense de Futebol de 1908
O Campeonato Paraense de Futebol de 1908 foi a 1.ª edição da principal divisão do futebol do Pará. 
Organizada pela Nacional Foot-Ball Association (entidade fundada em agosto daquele ano), a competição contou com a participação de cinco clubes, todos sediados na capital Belém. O União Sportiva sagrou-se campeão, enquanto o Sport Club do Pará ficou com o vice-campeonato.

## Participantes
- Belém Clube (Belém)
- Belém Foot-Ball Club (Belém)
- Pará Clube (Belém)
- Sport Club do Pará (Belém)
- Sporting Foot-Ball Club (Belém)
- Associação Athlética União Sportiva (Belém)

## Tabela
Nota: Devido a precariedade de informações algumas partidas tem o resultado desconhecido.
| 7 de setembro de 1908 | União Sportiva | 3 - 1 | Belém | São Braz, Belém |
| 16:30 (-3)            |                |       |       |                 |

| 13 de setembro de 1908 | Sport | 3 - 0 | Sporting | São Braz, Belém |
|                        |       |       |          |                 |

| 20 de setembro de 1908 | União Sportiva | 2 - 0 | Sporting | São Braz, Belém |
|                        |                |       |          |                 |

| 4 de outubro de 1908 | Belém | 1 - 0 | Sporting | São Braz, Belém |
|                      |       |       |          |                 |

| 15 de novembro de 1908 | União Sportiva | 0 - 0 | Sport Club | São Braz, Belém |
|                        |                |       |            |                 |

| 22 de novembro de 1908 | União Sportiva | 2 - 5 | Pará Clube | São Braz, Belém |
|                        |                |       |            |                 |

| 29 de novembro de 1908 | União Sportiva | - | Belém Clube | São Braz, Belém |
|                        |                |   |             |                 |

| 13 de março de 1909 | Sport Club | - | União Sportiva | São Braz, Belém |
|                     |            |   |                |                 |

### Final
| 21 de março de 1909 | Sport Club | - | União Sportiva | São Braz, Belém |
| 16:30 (-3)          |            |   |                |                 |

## Premiação
| Campeonato Paraense de 1908        |
| Belém                              |
| ---------------------------------- |
| União Sportiva Campeão (1º título) |